# Nowa Wieś Wielka (województwo kujawsko-pomorskie)

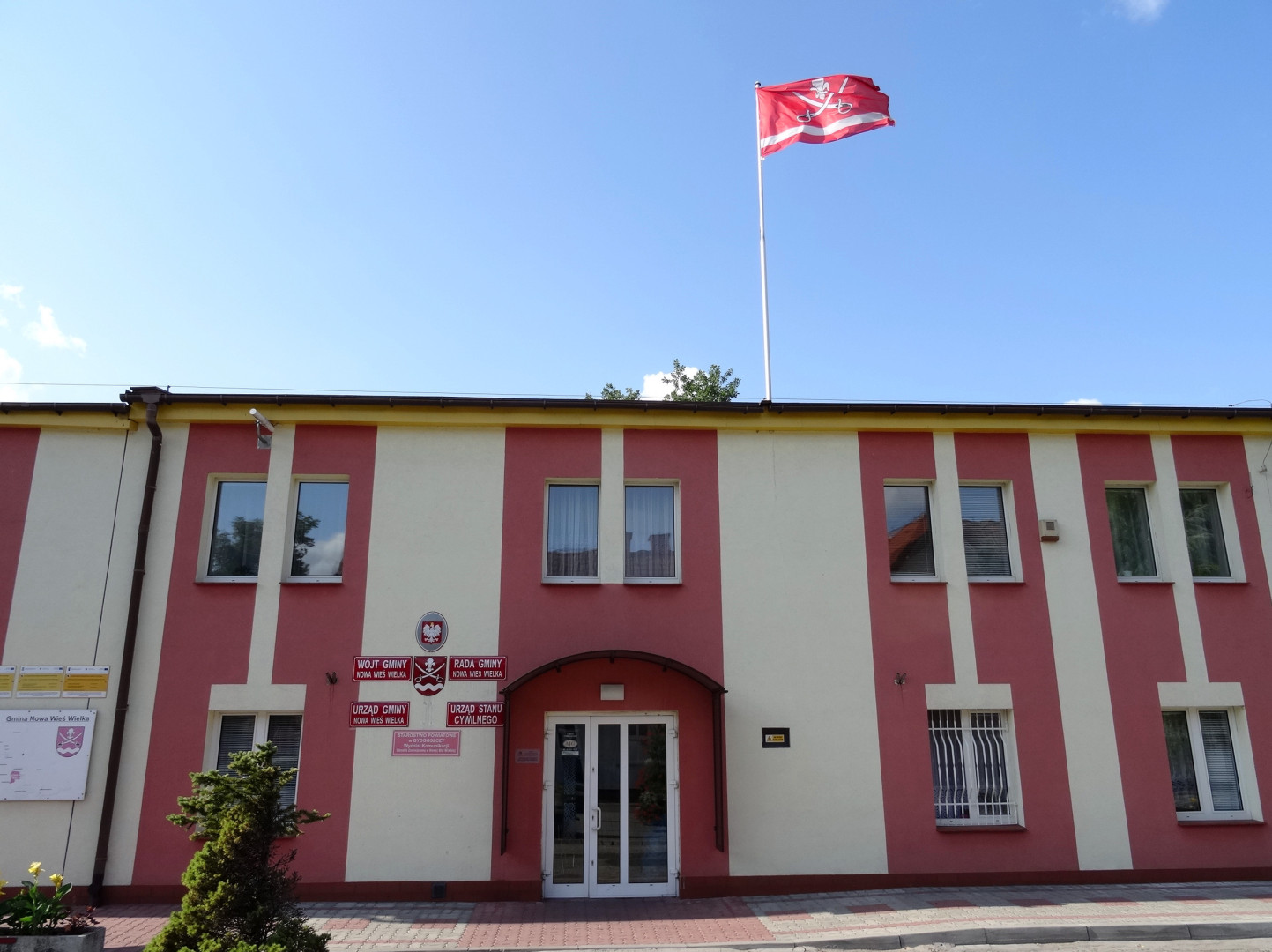
Urząd Gminy Nowa Wieś Wielka

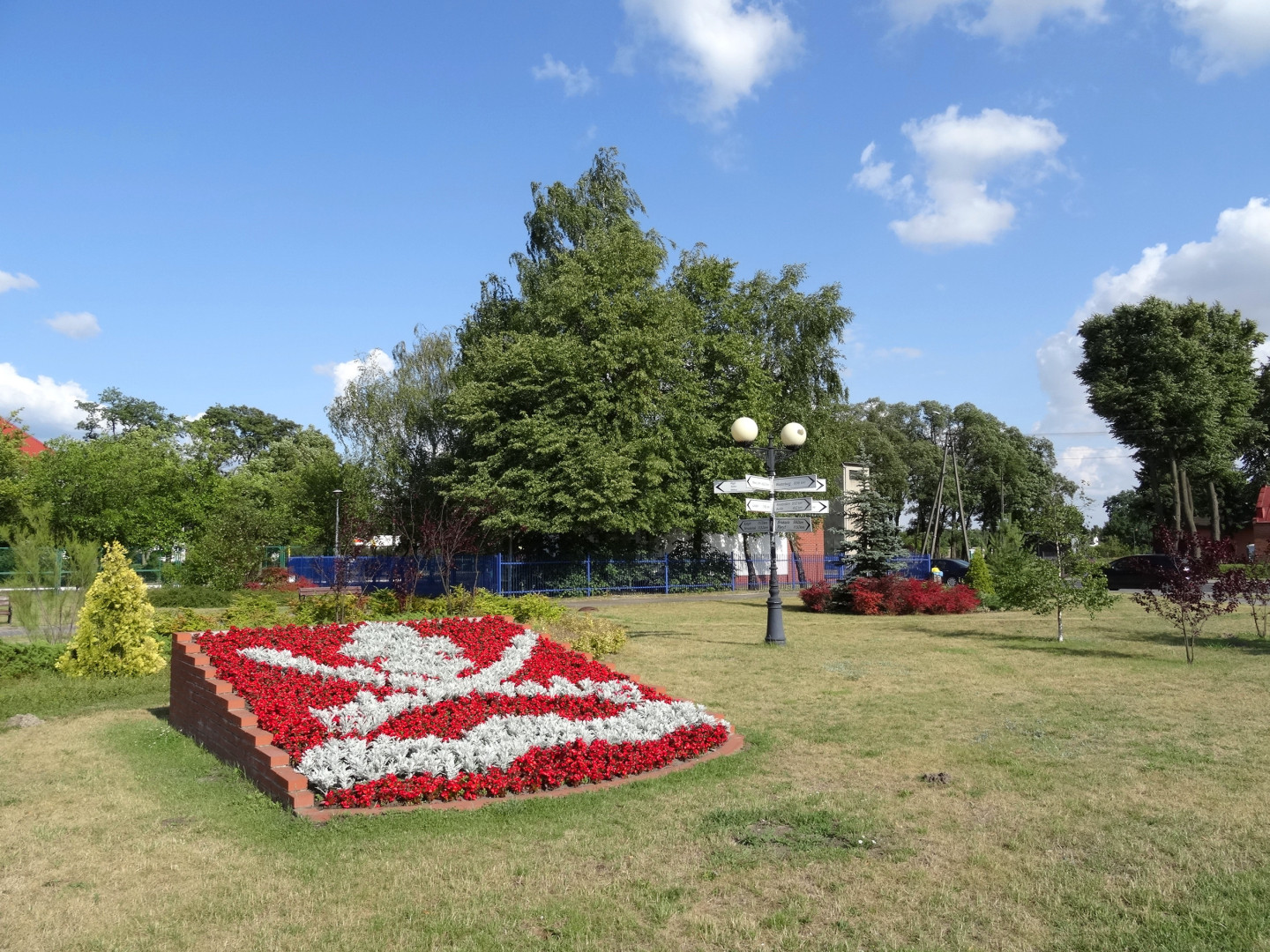
Skwer z herbem gminy i różą odległości

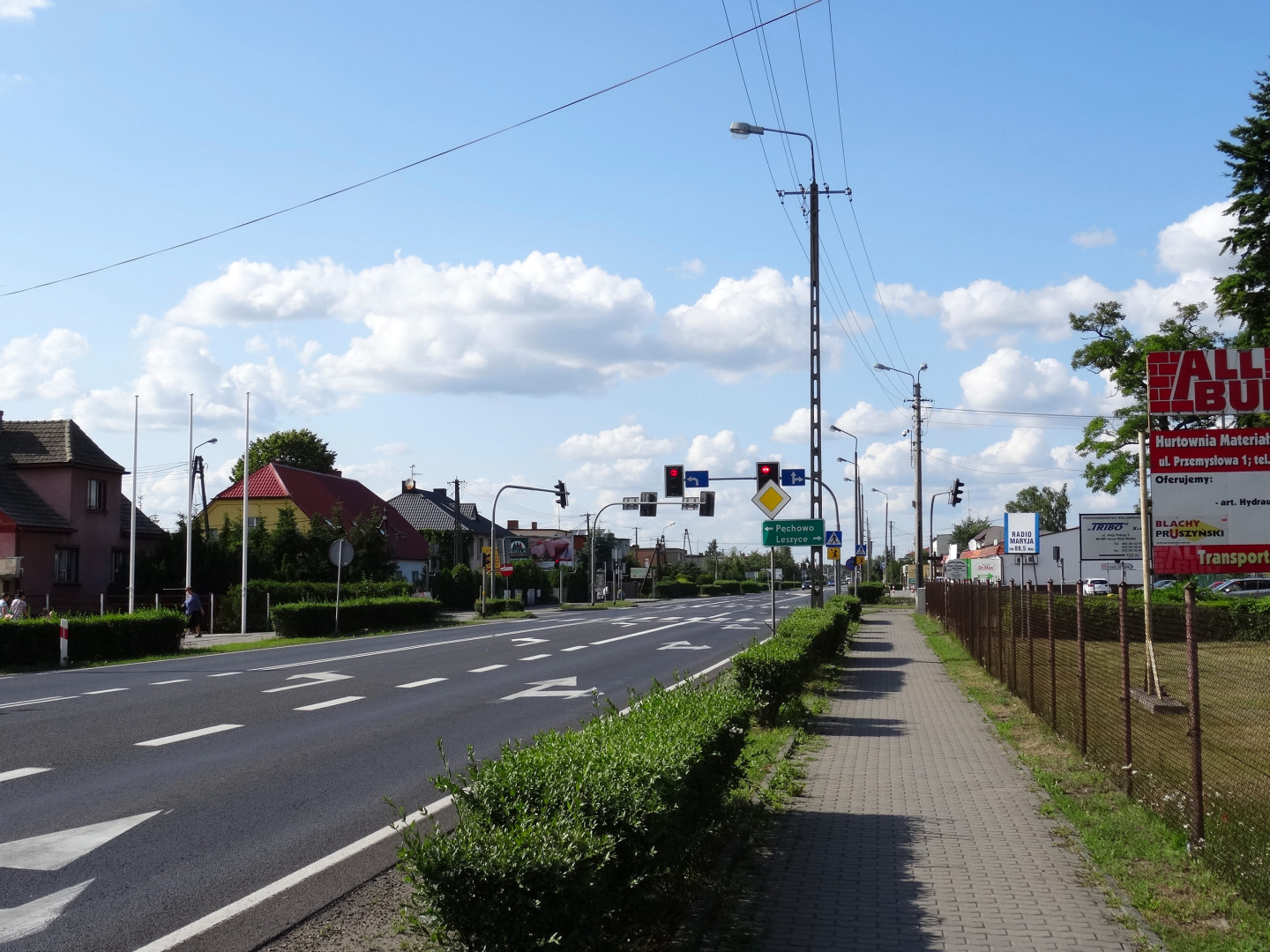
DK nr 25 w Nowej Wsi Wielkiej

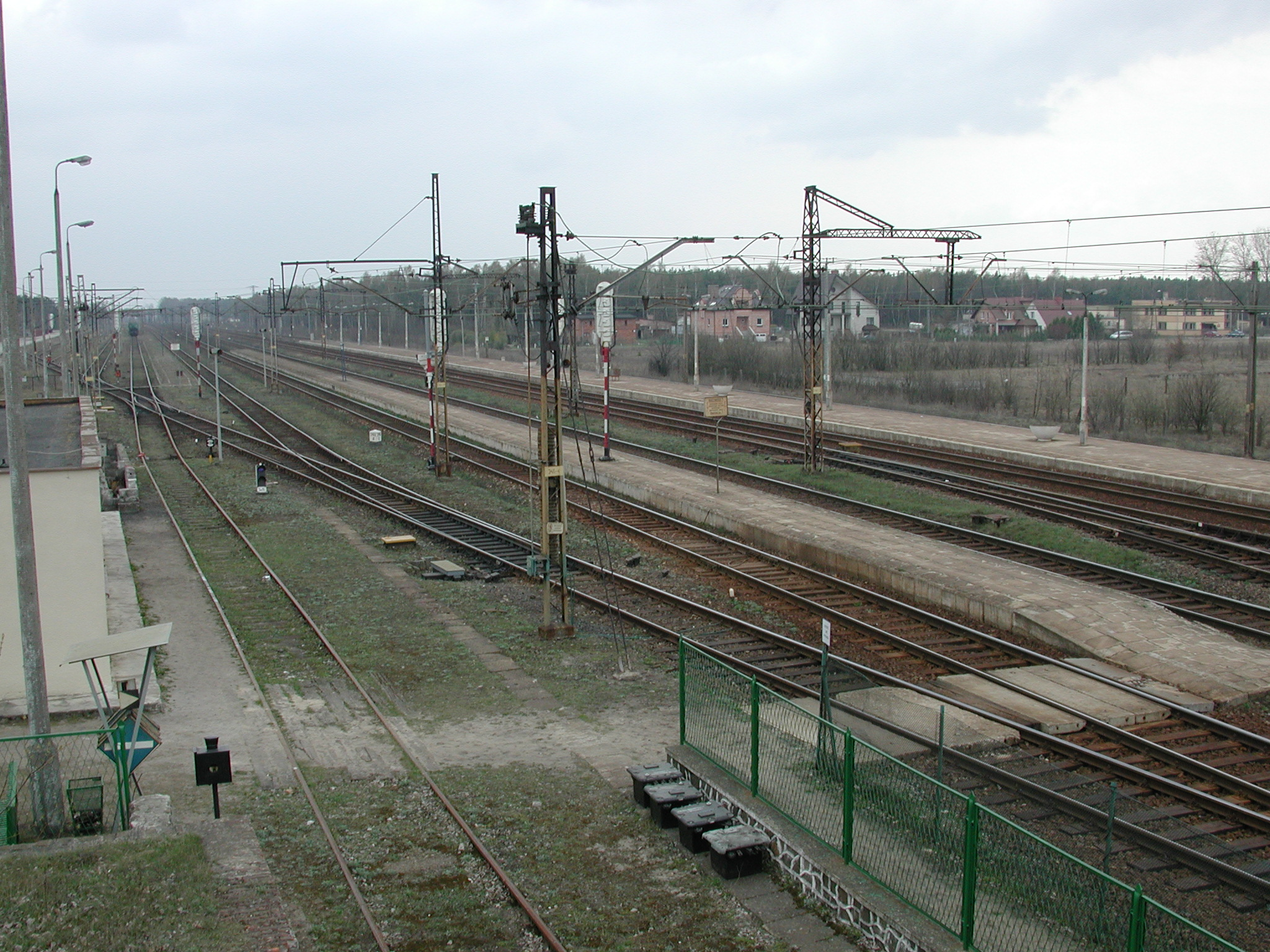
Magistrala węglowa w Nowej Wsi Wielkiej

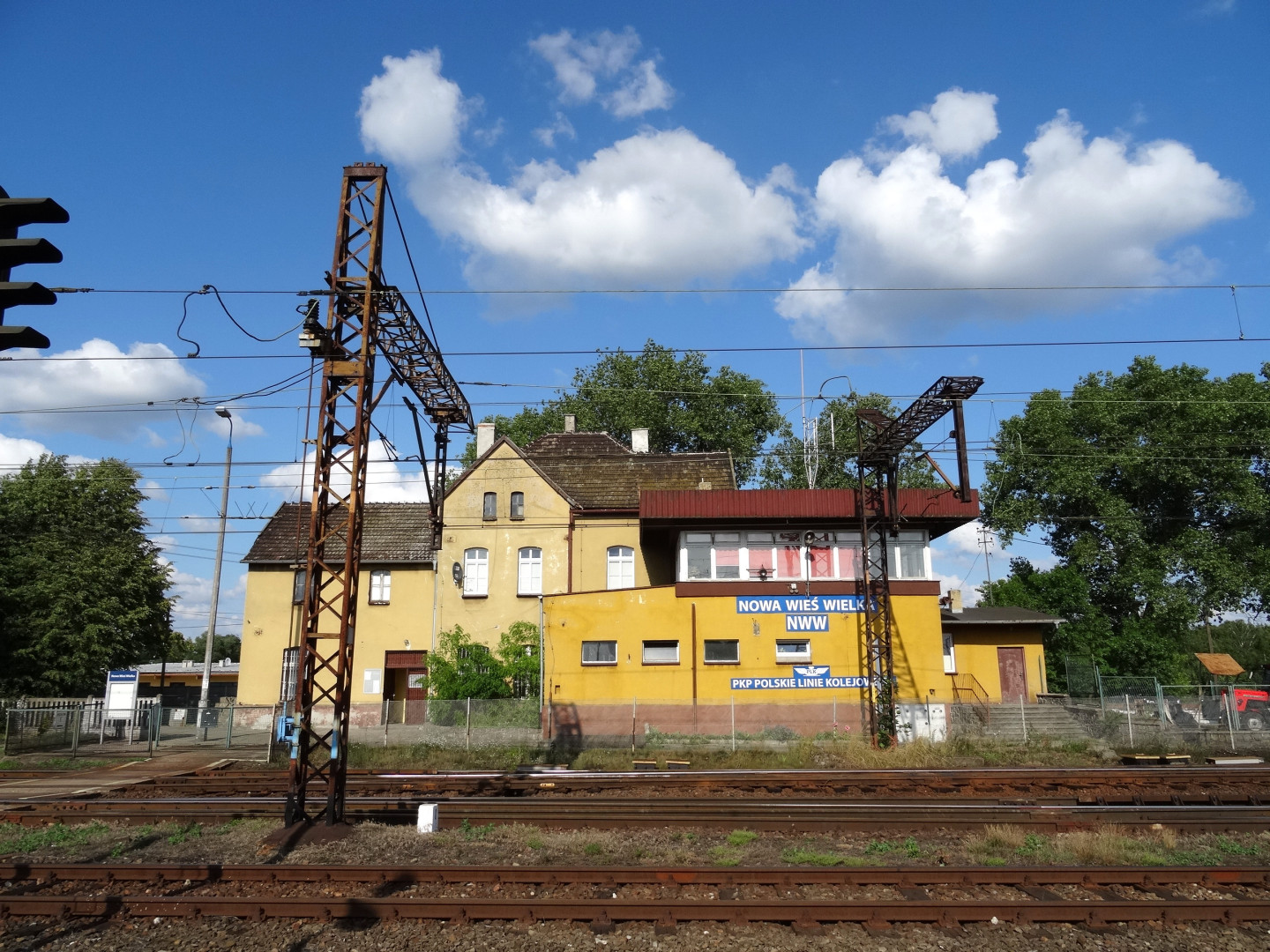
Nowa Wieś Wielka (stacja kolejowa)

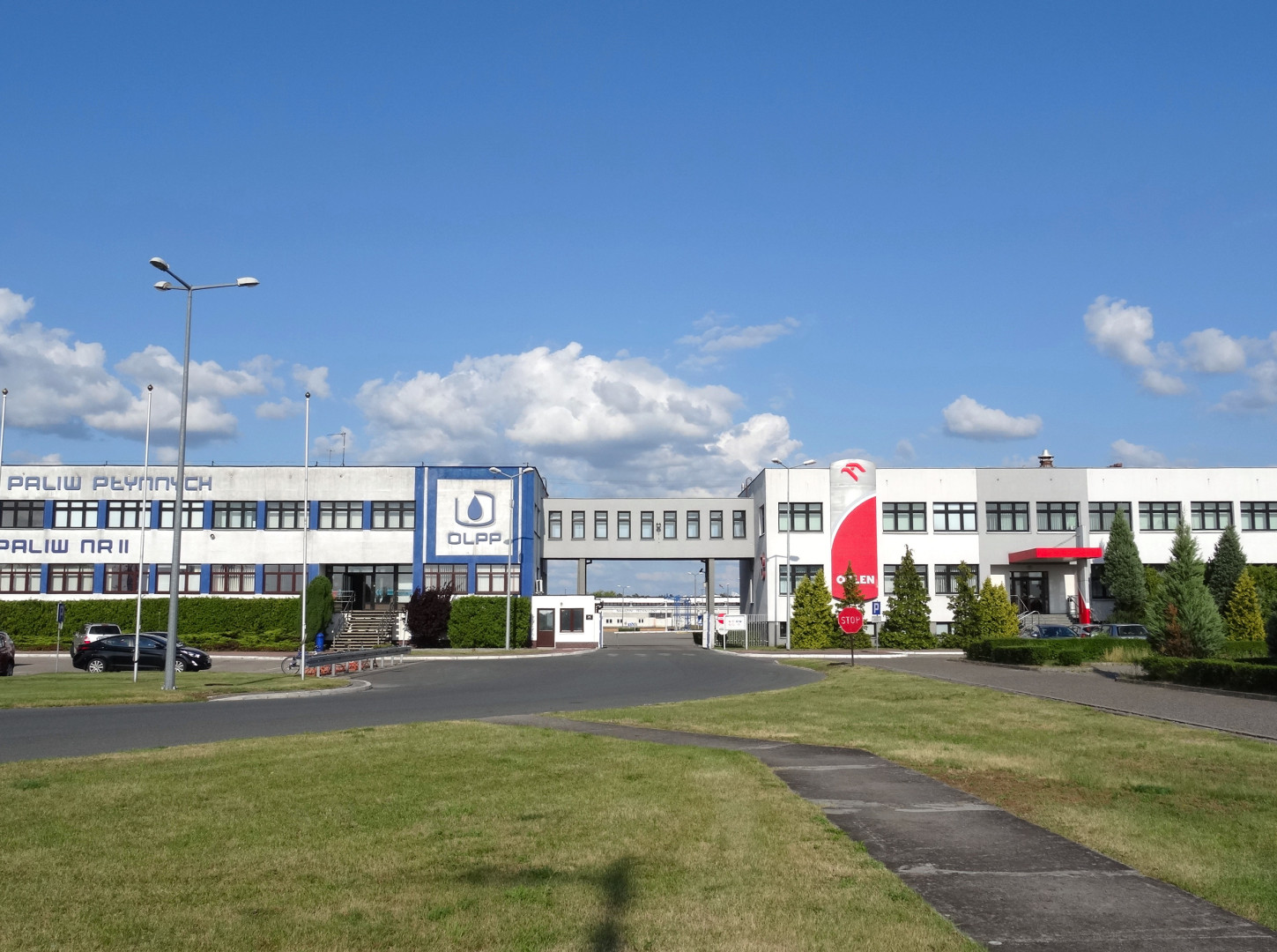
Zespół Baz Paliw nr 2 OLPP Nowa Wieś Wielka

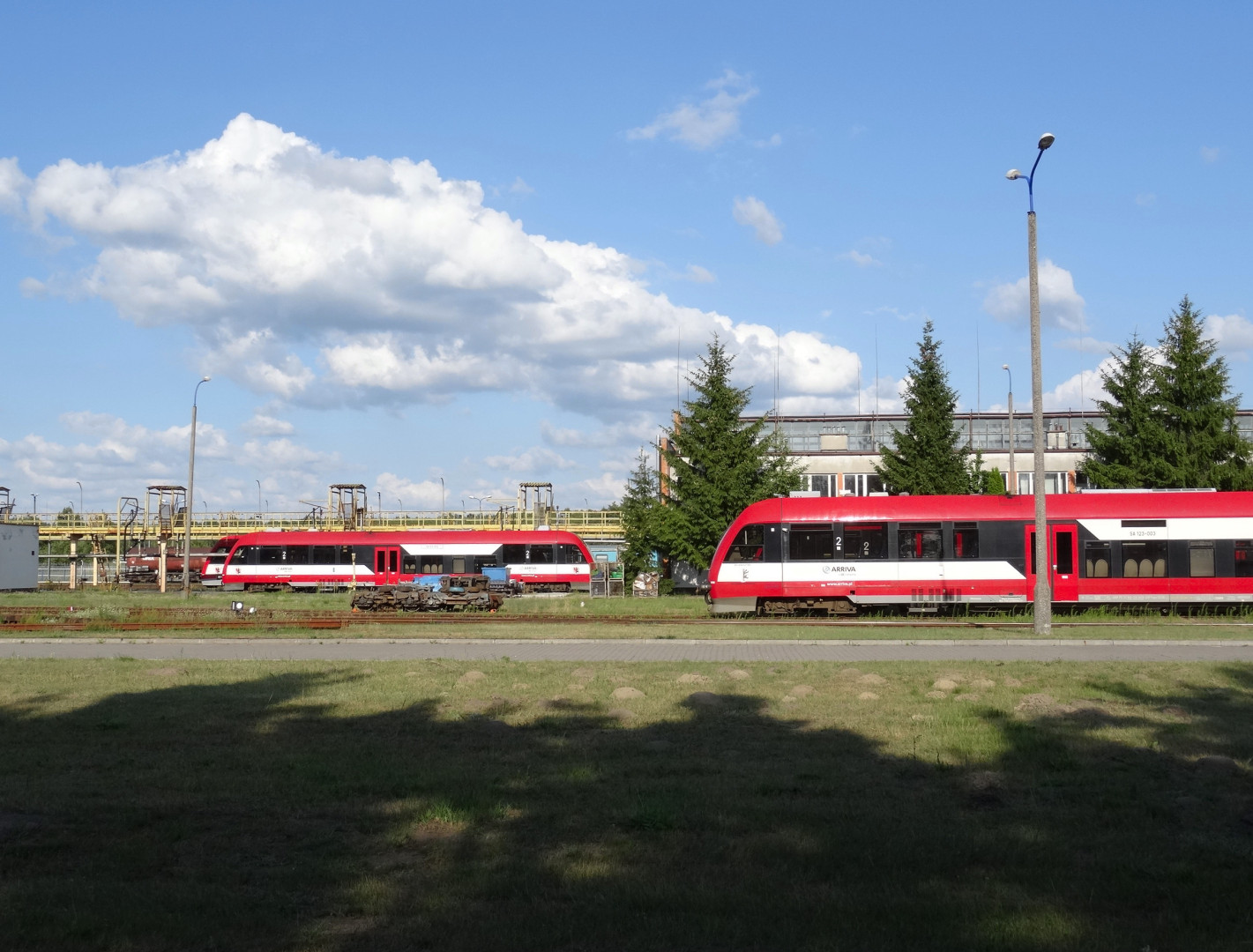
Arriva RP Sp. z o.o. (dział techniczny) w Nowej Wsi Wielkiej

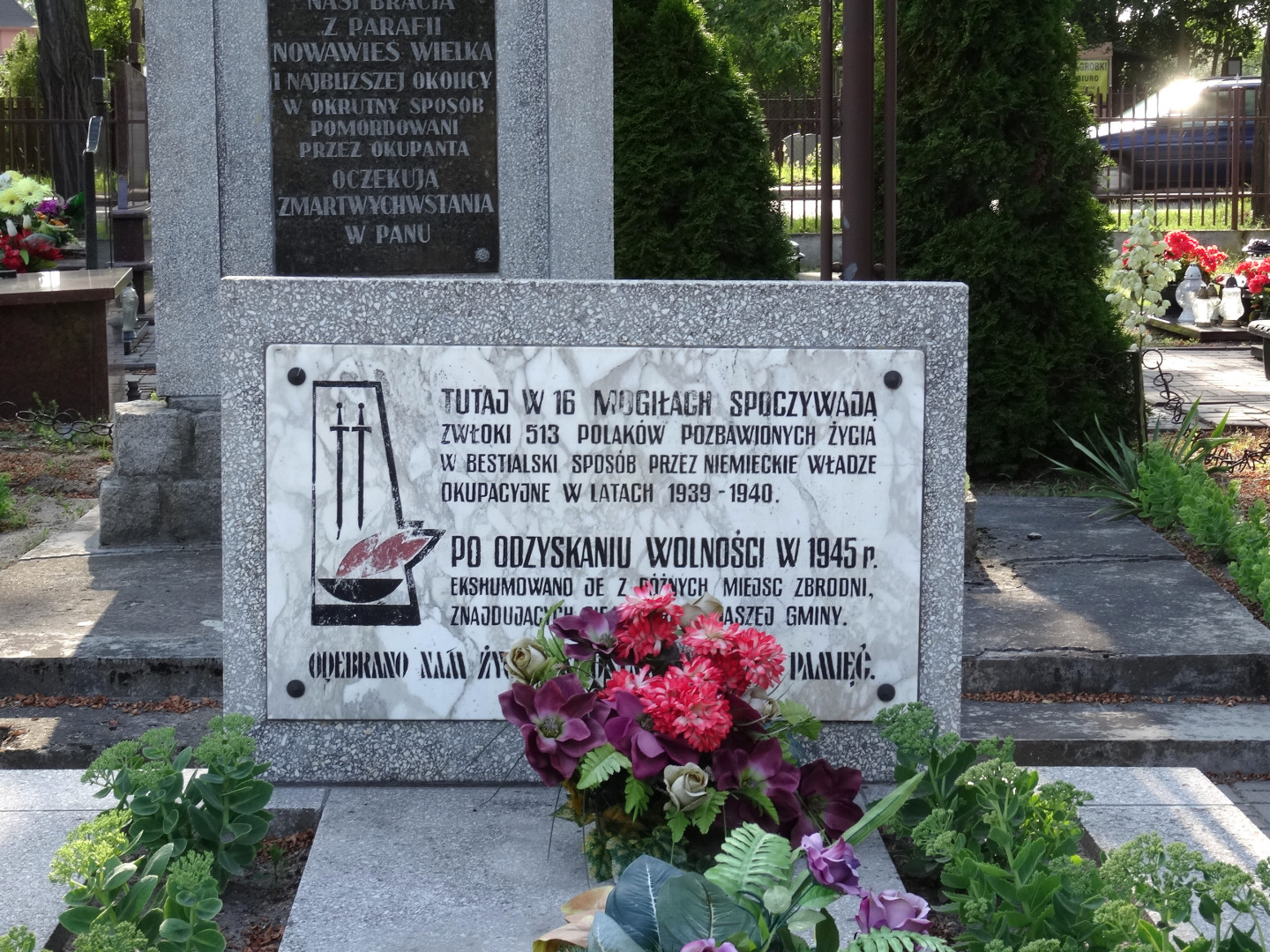
Kwatera martyrologiczna na cmentarzu parafialnym

Nowa Wieś Wielka – wieś gminna w Polsce, która ma charakter miejscowości podmiejskiej, położonej w zasięgu oddziaływania aglomeracji Bydgoszczy oraz Inowrocławia. Położona jest na Kujawach w województwie kujawsko-pomorskim, w powiecie bydgoskim. Siedziba gminy Nowa Wieś Wielka.
W latach 1975–1998 miejscowość administracyjnie należała do województwa bydgoskiego.

## Położenie
Nowa Wieś Wielka jest wsią usytuowaną na południe (16 km) od Bydgoszczy przy drodze krajowej nr 25 Bydgoszcz-Inowrocław. Od zachodu połączona jest ze wsią Dziemionna w której to powstało osiedle domków jednorodzinnych i poprzez łąki z Januszkowem, od północy poprzez las z Dobromierzem, a od południa z Tarkowem Dolnym i Nową Wioską. Od wschodu, a także fragmentarycznie od północy i południa wieś otacza Puszcza Bydgoska.
Pod względem fizyczno-geograficznym Nowa Wieś Wielka leży w obrębie Pradoliny Toruńsko-Eberswaldzkiej w mezoregionie Kotlina Toruńska.

## Charakterystyka
Nowa Wieś Wielka jest wsią gminną, położoną w południowej części gminy Nowa Wieś Wielka.
Łącznie w sołectwie Nowa Wieś Wielka jest 81 ha gruntów ornych (wyłącznie V i VI klasy bonitacyjnej), 9 ha łąk, 7 ha pastwisk oraz 28 ha lasów.
Miejscowość dysponuje Zespołem Szkół (szkoła podstawowa im. Marii Konopnickiej, gimnazjum im. Jana Kochanowskiego), przedszkolem, Urzędem Gminy, Gminną Przychodnią Zdrowia, Gminnym Ośrodkiem Pomocy Społecznej, Gminnym Ośrodkiem Kultury oraz biblioteką, KSRG OSP, pocztą, sklepami oraz przedsiębiorstwami, m.in.     NIJWA Sp. o.o. Volvo Trucks, Renault Trucks, Volvo Bus, Metalbark Sp. z o.o. Sp. k., Wijmar Sp. z o. o. Sp. K., Tribo Sp. z o.o. czy Arriva RP Sp. z o.o. (dział techniczny).        We wschodniej części miejscowości ma swoją siedzibę Zespół Baz Paliw nr 2 – jedna z największych tego typu baz w Polsce (PERN S.A.).

### Komunikacja
Przez miejscowość przebiegają szlaki komunikacyjne łączące Bydgoszcz z Inowrocławiem: droga krajowa nr 25, oraz linia kolejowa nr 131 (magistrala węglowa). W rejonie firmy PERN S.A.. od linii nr 131 odgałęzia się linia kolejowa nr 201 tzw. kolejowa obwodnica Bydgoszczy, która prowadzi na północ przez Emilianowo, Żółwin do stacji Bydgoszcz Wschód. Z Nowej Wsi Wielkiej można  (przez Puszczę Bydgoską)  asfaltową drogą dojechać do Solca Kujawskiego.
Do Nowej Wsi Wielkiej z centrum Bydgoszczy kursuje również autobus podmiejski (linia nr 99). Na pobliskie Jezioro Jezuickie zlokalizowane w Puszczy Bydgoskiej (z Nowej Wsi Wielkiej) dojechać można nowo wybudowaną ścieżką rowerową.

### Obszary chronione
Miejscowość otoczona jest obszarami cennymi przyrodniczo: Puszczą Bydgoską z Obszarem Chronionego Krajobrazu Wydm Kotliny Toruńsko-Bydgoskiej oraz łąkami nadnoteckimi, chronionymi w OCK „Łąki Nadnoteckie”. Na południe od wsi znajduje się rezerwat przyrody „Tarkowo” ze stanowiskiem wiśni karłowatej.

### Szlaki turystyczne
Przez miejscowość przebiegają szlaki turystyczne:
- pieszy szlak turystyczny „Wolnościowy” z Bydgoszczy przez Puszczę Bydgoską, jezioro Jezuickie do Nowej Wsi Wielkiej[7].
- pieszy szlak turystyczny z Nowej Wsi Wielkiej do Chrośnej
- pieszy szlaku turystyczny dł. 16,9 km im. błogosławionego Czesława Jóźwiaka,  prowadzący z Brzozy (początek przy kościele NMP Królowej Polski, przez dawną wieś Łażyn (miejsce urodzenia w 1919 roku bł. Czesława Jóźwiaka) do Nowej Wsi Wielkiej (koniec przy kościele Niepokalanego Poczęcia NMP)[8].

### Zabytki
W Nowej Wsi Wielkiej znajduje się kilkanaście obiektów ujętych w gminnej ewidencji zabytków oraz jeden w rejestrze zabytków województwa kujawsko-pomorskiego – kościół parafialny pw. Niepokalanego Poczęcia NMP (nr rej. A/828 z 8 stycznia 1997). W rejestrze gminnym znajdują się m.in. dworzec kolejowy, tartak oraz domy mieszkalne (ul. Bydgoska 4, 7, 46, 48, ul. Polna 34, 38, 51, ul. Wiaduktowa 21, ul. Kolejowa 2, Aleje Pokoju 3). Na terenie wsi zlokalizowany był nieczynny cmentarz ewangelicki.
Nazwą Nowa Wieś określa się również leśnictwo, które wchodzi w skład Nadleśnictwa Solec Kujawski. Jego powierzchnia wynosi 472 ha z czego 413 ha to powierzchnia leśna, a 59 ha stanowi powierzchnię nieleśną. Około 10 ha stanowią lasy prywatne.

## Historia

### Prehistoria
Historia osadnictwa w rejonie Nowej Wsi Wielkiej sięga czasu kształtowania się Pradoliny Toruńsko-Eberswaldzkiej pomiędzy 13 a 8 tysiącami lat przed naszą erą, gdy wraz z ociepleniem klimatu następowało powolne wkraczanie lasów iglastych i wypieranie tundry. Na terenie gminy odkryto liczne świadectwa wczesnego osadnictwa z okresów schyłkowego paleolitu i neolitu. M.in. w Januszkowie odkryto osadę kultury komornickiej (7-6 tys. lat p.n.e.), a w Tarkowie osiedla kultury pucharów lejkowatych datowaną około 2600 lat p.n.e.

### Okres staropolski
Pierwsza wzmianka o miejscowości Nowa Wieś, będącej własnością książąt kujawskich (później królów polskich) znajduje się w rejestrze poradlnego z Kujaw z 1489 roku. W XVI wieku wieś należała do parafii rzymskokatolickiej w Pęchowie. W 1583 r. miała 1 łan powierzchni i 1 zagrodnika. W okresie przedrozbiorowym Nowa Wieś wraz z kompleksem Puszczy Bydgoskiej wchodziła w skład domeny monarszej należącej do starostwa bydgoskiego. Brak jej w lustracji starostwa z 1661 roku, co mogło być skutkiem jej wyludnienia jeszcze przed potopem szwedzkim lub też zniszczeń wojennych. Wieś odnotowano ponownie w 1681 roku. Mieszkali tu rolnicy oraz smolarze, którzy trudnili się wyrobem produktów drzewnych (smoła drzewna, potaż).
Przed wojną północną mieszkało w Nowej Wsi 5 rodzin chłopskich oraz istniał folwark, będący własnością starostwa bydgoskiego. W czasie wojny północnej folwark został całkowicie zniszczony. Część ludności wiejskiej pod wpływem ciężarów spowodowanych wojną ratowała się ucieczką, bądź też pozostała na miejscu, ale była tak zrujnowana, że nie mogła płacić podatków. W 1717 roku zapisano, że w Nowejwsi: „był folwark, gościniec i owczarz; teraz wszystko spustoszone”. Odbudowa gospodarcza wsi następowała od ok. 1720 roku. W 1731 r. wieś otrzymał w kontrakcie czynszowym typu olęderskiego Piotr Benegroch, który oprócz opłat czynszu, obowiązany był utrzymywać karczmę dworską. W 1744 roku wieś na 50 lat otrzymał w dzierżawę Paweł Kieyna. Kontrakt określał powinności podatkowe na rzecz wójta bydgoskiego. Pola uprawne liczyły 2 włóki. Wedle inwentarza z 1753 i 1766 roku we wsi znajdowała się karczma, w której szynkowano piwo bydgoskie oraz gorzałkę. Inwentarz wójtostwa z 1753 r. zawiera szczegółowy opis karczmy „nowowiejskiej”. Piętrowy budynek posiadał konstrukcję szachulcową, a pokryty był dranicami. Obok wzniesiono stajnię dla koni. Do karczmy należało 4 morgi ziemi uprawnej oraz łąka nad Notecią.
W 1748 roku wójt bydgoski nadał osadnikom olęderskim Jerzemu i Matysowi Penknerom kontrakt na założenie wsi Nowa Wieś Mała, położonej na południe od Nowej Wsi, „przy granicy tarkowskiej”. Prawdopodobnie dla odróżnienia obecna nazwa Nowej Wsi to Nowa Wieś Wielka. W tym brzmieniu (niem. Gr. Neudorf) występuje ona na mapie topograficznej Friedricha von Schröttera (1798-1802).

### Okres zaboru
W okresie rozbiorów miejscowość dostała się pod zwierzchność pruską, a od początku XIX wieku nastąpił napływ kolonizatorów niemieckich pochodzących z centralnych Prus. Spis miejscowości rejencji bydgoskiej z 1833 r. podaje, że we wsi Nowawieś Wielka (niem. Gross Neudorf) mieszkało 103 osób (91 ewangelików, 10 katolików, 2 Żydów) w 12 domach. W pobliżu istniała też osada leśna (leśniczówka), którą w 3 domach zamieszkiwało 30 osób (22 ewangelików, 8 katolików). Według opisu Jana Nepomucena Bobrowicza z 1846 r. Nowa Wieś Wielka należała do rządowej domeny bydgoskiej. Kolejny spis z 1860 r. podaje, że we wsi Gross Neudorf mieszkało 240 osób (189 ewangelików, 46 katolików, 5 Żydów) w 16 domach. Miejscowość należała do parafii katolickiej w Pęchowie i ewangelickiej w Bydgoszczy. Najbliższa szkoła znajdowała się w Dobromierzu (niem. Königl. Brühlsdorf).
W latach 1867–1868 w centrum wsi wzniesiono zbór ewangelicki w stylu neogotyckim. W pobliżu kościoła stanęła tzw. pastorówka. W 1897 r. kościół wyposażono w organy, istniejące do dziś.
Słownik geograficzny Królestwa Polskiego dla roku 1884 podaje, że Nowawieś Wielka (niem. Gross Neudorf) była wsią położoną na południowym krańcu powiatu bydgoskiego. Mieszkało tu 291 osób (228 ewangelików, 55 katolików, 8 Żydów) w 24 domach. We wsi znajdowała się poczta, a najbliższa stacja kolejowa i telegraf w Chmielnikach. W 1872 r. wybudowano linię kolejową łączącą Bydgoszcz z Inowrocławiem. Powstała wówczas stacja Chmielniki Bydgoskie przy jeziorze Jezuickim, natomiast stację kolejową Nowa Wieś Wielka zbudowano w 1902 roku.
Podczas powstania wielkopolskiego (1919) Nowa Wieś Wielka znalazła się na linii walk oddziałów polskich usiłujących zbliżyć się do Bydgoszczy. Powstańcy pod dowództwem Pawła Cymsa zajęli wieś w nocy z 10 na 11 stycznia 1919 r., przystępując 21 stycznia do działań zaczepnych w kierunku Brzozy. Kontrofensywa niemiecka doprowadziła do utraty Brzozy i Nowej Wsi Wielkiej 30 stycznia 1919 roku. Ostatecznie Nowa Wieś Wielka znalazła się w granicach odrodzonej Polski 20 stycznia 1920 r. na mocy traktatu wersalskiego.

### Dwudziestolecie międzywojenne
W okresie międzywojennym Nowa Wieś Wielka znalazła się w obrębie powiatu bydgoskiego w gminie Solec Kujawski. Spis ludności z dnia 30 września 1921 r. wykazał, że Nowa Wieś Wielka liczyła 382 mieszkańców (67 Polaków, 315 Niemców), którzy zamieszkiwali 62 domy. Do 1934 r. była gminą wiejską o powierzchni 324 ha. We wsi istniały 44 gospodarstwa należące do mniejszości niemieckiej, które obejmowały 74% ziemi uprawnej należącej do wsi. Po reformie z 1934 r. Nowa Wieś Wielka była gromadą wchodzącą w skład gminy Solec Kujawski.
W latach 1928–1930 trwała budowa odcinka nowej linii kolejowej tzw. magistrali węglowej, która przebiegała przez Puszczę Bydgoską z Nowej Wsi Wielkiej do stacji Bydgoszcz Wschód. We wsi nowa linia odgałęziała się od istniejącej linii kolejowej Bydgoszcz-Inowrocław. Odcinek Nowa Wieś Wielka – Kapuścisko Tranzytowe oddano do eksploatacji 21 grudnia 1930 roku.
W okresie międzywojennym stopniowo zwiększał się udział Polaków w życiu społecznym okolicy: zajęli oni stanowiska urzędników na poczcie, stacji kolejowej i w okolicznych leśniczówkach. Życie gospodarcze (tartaki, sklepy, piekarnia) zdominowali jednak Niemcy, których wspierała niemiecka kasa oszczędnościowo-pożyczkowa. Jej polskim odpowiednikiem była oszczędnościowo-pożyczkowa Kasa Stefczyka, pomagająca okolicznym chłopom i robotnikom. We wsi działały polskie organizacje: Koło Powstańców Wielkopolskich, Polska Organizacja Wojskowa, chór „Lirenka”, skupiający ok. 50 osób.
1 sierpnia 1925 roku kard. Edmund Dalbor erygował rzymskokatolicką parafię Niepokalanego Poczęcia Najświętszej Maryi Panny w Nowej Wsi Wielkiej. Wybudowano dla niej kaplicę, lecz plany wybudowania kościoła przekreślił wybuch wojny.

### Okupacja niemiecka
Zajęcie miejscowości przez Wehrmacht (7 września 1939 roku) i grupy specjalne zapoczątkowało represje wobec miejscowej ludności polskiej. Nowa Wieś Wielka była jednym z silniejszych ośrodków Selbstschutzu w powiecie. Selbstschutz miał swój udział w aresztowaniach miejscowych Polaków, których następnie rozstrzeliwano na cmentarzu w miejscu przeznaczonym na budowę kościoła. Masowe egzekucje trwały kilkanaście dni. Jesienią 1939 r. zamknięto polską szkołę, a dzieci z Nowej Wsi Wielkiej uczęszczały do szkoły w Januszkowie dopiero od 10. roku życia, gdzie uczono ich wyłącznie języka niemieckiego i rachunków.
W czasach okupacji w Nowej Wsi Wielkiej przy torze i drodze do Dobromierza znajdował się obóz pracy z trzema barakami, ogrodzony drutem kolczastym i przeznaczony dla więźniów politycznych i jeńców wojennych. Więźniowie, żyjąc w strasznych warunkach, budowali bunkry w lesie oraz układali drugi tor magistrali węglowej do Emilianowa.
W okresie okupacji niemieckiej 1939–1945 Nowa Wieś Wielka stała się siedzibą gminy, wchodzącej w skład powiatu bydgoskiego (niem. Landkreis Bromberg), rejencji bydgoskiej. W jej skład weszły wyłączone z gminy Solec Kujawski wsie: Chrośna, Dąbrowa Wielka, Dobromierz, Leszyce, Łażyn i Nowa Wieś Wielka. W 1941 r. miejscowość liczyła 400 mieszkańców. Podczas okupacji zginęło około 100 osób, zaś wielu wysiedlono do Generalnego Gubernatorstwa.
Pod koniec wojny Niemcy rękami pracowników przymusowych oraz jeńców wojennych zbudowali w pobliżu wsi system umocnień. Zakwaterowano do nich ok. 2000 młodych żołnierzy z Hitlerjugend. Linia fortyfikacji polowych ciągnęła się południowym skrajem Puszczy Bydgoskiej od Suchatówki do Nakła. Jeden z węzłów obronnych (tzw. rygiel) zlokalizowano w kompleksie leśnym na południe od Nowej Wsi Wielkiej. Było to 12 schronów wykonanych w konstrukcji drewniano-ziemnej, połączonych systemem okopów i rowów dobiegowych. Do dzisiaj na krawędzi lasu na południe od wsi w kierunku na Dąbrowę Wielką zachowały się pozostałości rowu przeciwpancernego oraz relikty okopów i schronów. Jednak mimo rozbudowanego systemu obronnego wojska radzieckie i polskie stosunkowo szybko zajęły miejscowość w nocy z 23 na 24 stycznia 1945 roku.

### Okres powojenny

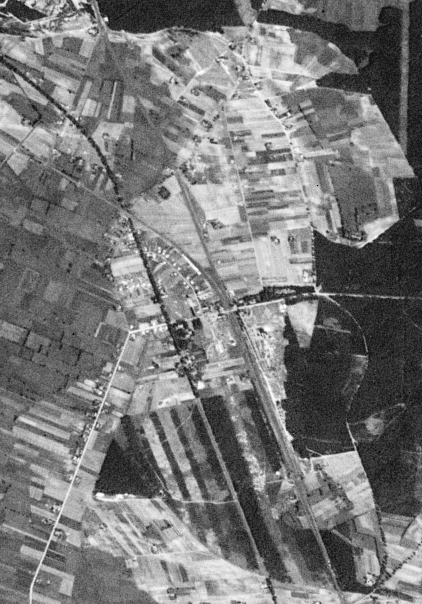
Nowa Wieś Wielka i okolice sfotografowane przez amerykańskiego satelitę wywiadowczego Corona 98 (KH-4A 1023) w dniu 23 sierpnia 1965 r.

Po zakończeniu wojny zgodnie z ustaleniami konferencji poczdamskiej ludność pochodzenia niemieckiego została wysiedlona. 25 marca 1945 r. zbór ewangelicki we wsi został przekazany mieszkańcom i poświęcony jako kościół rzymskokatolicki. W maju 1945 r. w zbiorowej mogile na cmentarzu we wsi pochowano ekshumowane zwłoki 10 żołnierzy polskich, którzy polegli we wrześniu 1939 r. nad torem kolei Nowa Wieś Wielka-Emilianowo, niedaleko Dobromierza, zamordowanych więźniów obozu pracy, a także 513 mieszkańców gminy, rozstrzelanych przez Niemców jesienią 1939 r.
W marcu 1945 r. ukonstytuowały się polskie władze gminy Nowa Wieś Wielka. Istniała ona jednak tylko do sierpnia 1945 r., kiedy wcielono ją do gminy Solec Kujawski, przywracając podział administracyjny sprzed wojny. W 1948 r. gromada wiejska Nowa Wieś Wielka posiadała powierzchnię 184 ha i zaludnienie 518 osób.
W 1947 roku w dyskusjach na temat nowego podziału administracyjnego przedstawiciele wsi opowiadali się za przywróceniem gminy Nowa Wieś Wielka. Stanowisko to popierały sąsiednie wsie m.in. Chrośna, Dąbrowy Wielkie, Dobromierz, Leszyce, Łażyn, Prądocin, Kolankowo, Jakubowo i Dąbrówka Kujawska. Reforma administracyjna z 25 września 1954 r. zlikwidowała gminy i gminne rady narodowe, powołując w ich miejsce gromady wraz z gromadzkimi radami narodowymi. Utworzono wówczas gromadę Nowawieś Wielka, w której skład weszły wsie z gminy Solec Kujawski: Nowa Wieś Wielka, Nowa Wioska, Dobromierz, Łażyn i Leszyce oraz z gminy Złotniki Kujawskie: Dziemionna, Jakubowo, Januszkowo, Kolankowo, Prądocin, Tarkowo Dolne. Od 1957 r. w skład gminy weszła również Dąbrowa Wielka, a w 1962 r. przyłączono również większość gromady Brzoza. 1 stycznia 1973 r. powstała gmina Nowa Wieś Wielka.
Od 1 stycznia 1973 r. nazwę wsi zmieniono z „Nowawieś Wielka” na „Nowa Wieś Wielka”. Przejściowo do sołectwa Nowa Wieś Wielka włączono czasowo zlikwidowane sołectwo Dziemionna (1974-1987) oraz Januszkowo (1979–1981).
W latach 1958–1959 wieś została zelektryfikowana. W tym samym czasie zbudowano targowisko wiejskie oraz bazę Gminnej Spółdzielni „Samopomoc Chłopska”. W 1964 roku we wsi zbudowano Wojewódzką Przesypownię Cementu oraz magazyn zbożowego GS o pojemności 200 ton. Uruchomiono także linię autobusową Tarkowo Dolne–Nowa Wieś Wielka–Brzoza (24 km). W latach 70. dokonano szeregu rozbudów i remontów obiektów gminnych. Powstał Zakład Usług Remontowo-Budowlanych Wojewódzkiej Spółdzielni Ogrodniczej i Pszczelarskiej. W 1975 r. zlokalizowano w Nowej Wsi Wielkiej inwestycję centralną o znaczeniu ponadregionalnym - Bazę Produktów Naftowych. W 1978 roku rozpoczęto budowę wodociągu, a rok później pokryto asfaltem drogę Dziemionna-Nowa Wieś Wielka. Pod koniec lat 80. zmodernizowano niektóre drogi lokalne oraz rozpoczęto wznoszenie nowego budynku szkoły. W latach 1991–1992 zbudowano we wsi oświetlenie uliczne, oczyszczalnię ścieków oraz rozpoczęto budowę sieci kanalizacyjnej. Szereg kolejnych inwestycji miał miejsce również po 2000 roku.

## Infrastruktura społeczna

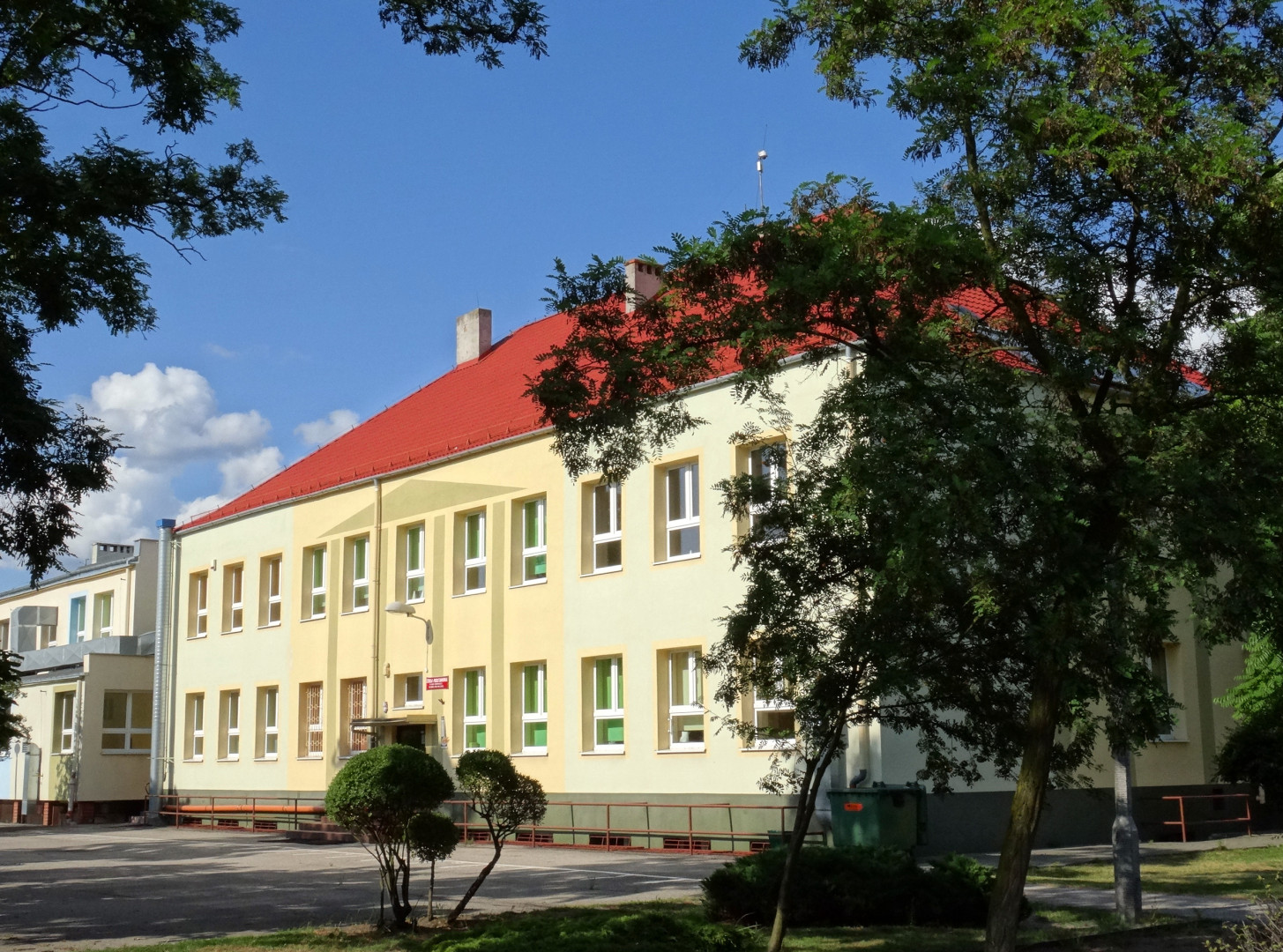
Szkoła Podstawowa im. Marii Konopnickiej

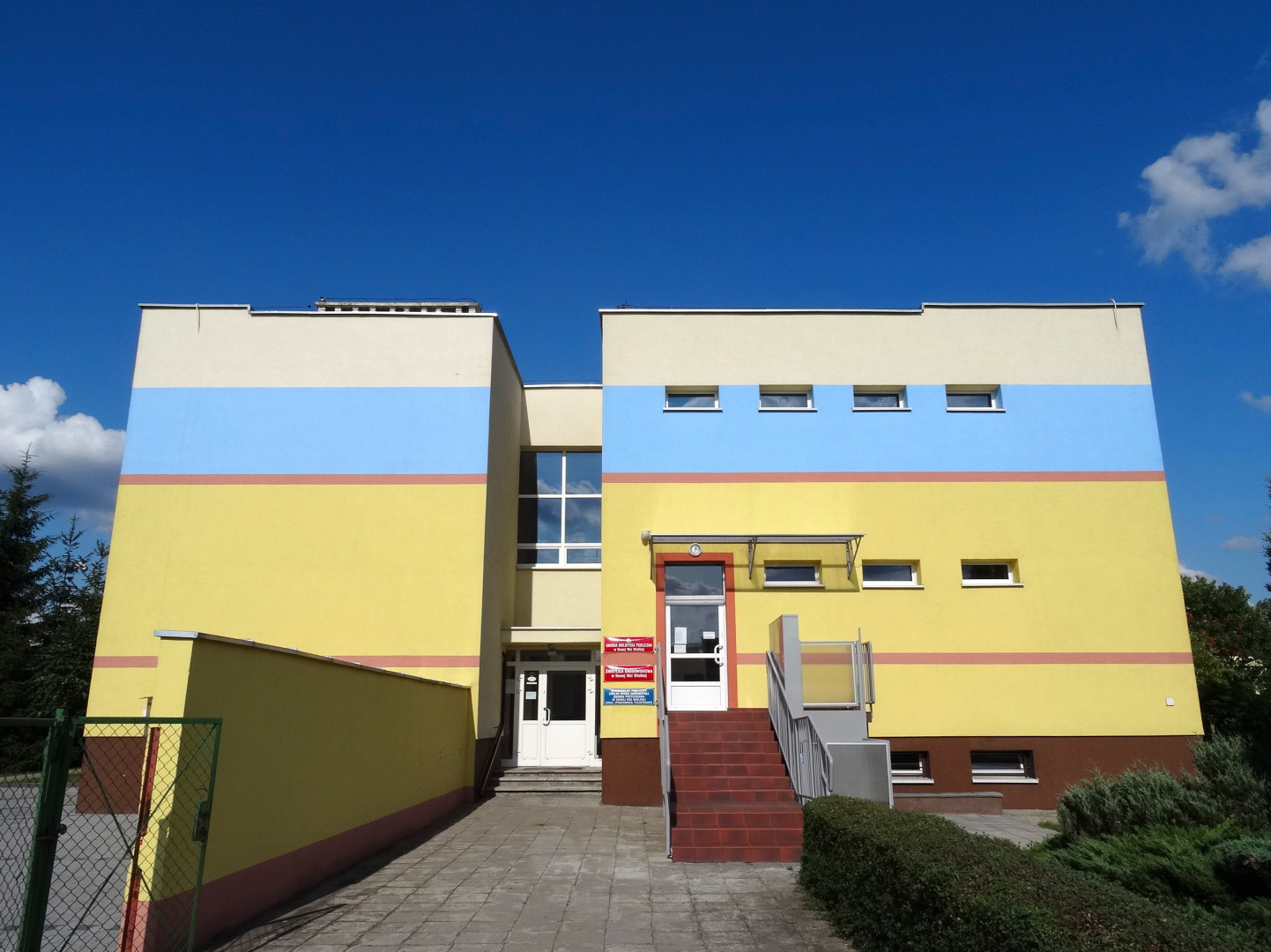
Budynek mieszczący Gminną Bibliotekę Publiczną, Świetlicę Środowiskową i Przychodnię Zdrowia

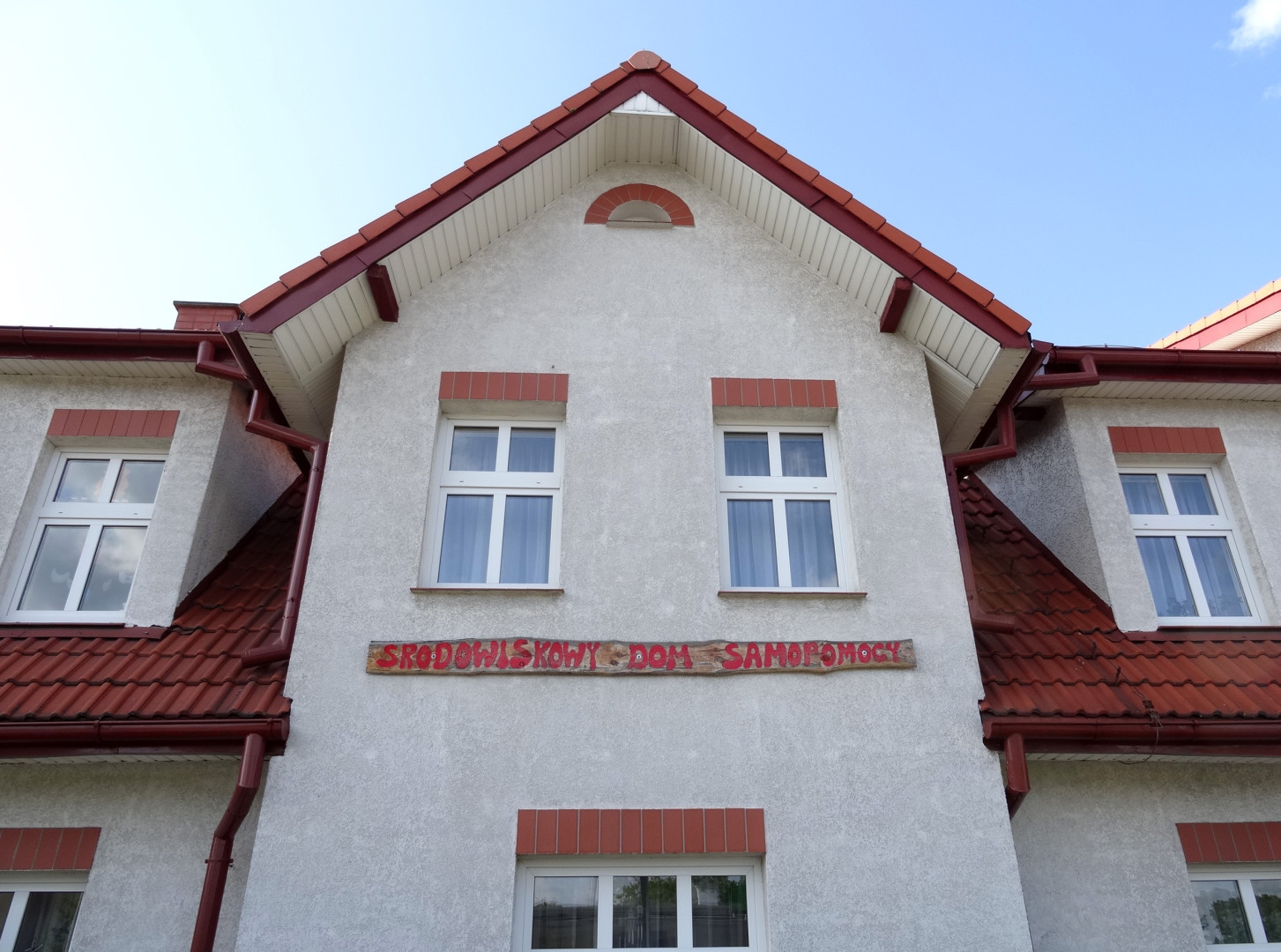
Środowiskowy Dom Samopomocy

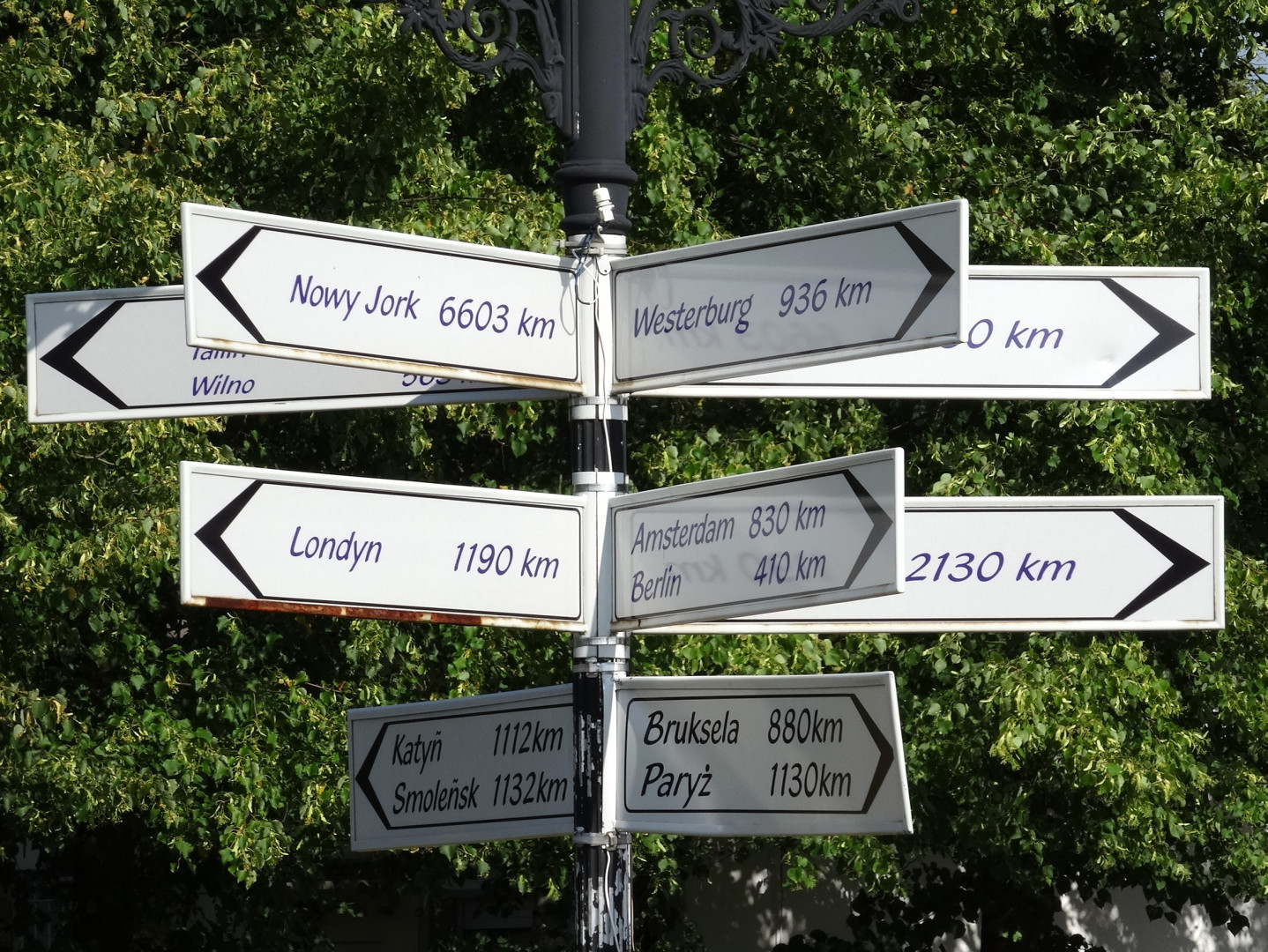
Róża kierunków i odległości

### Edukacja
W okresie międzywojennym we wsi istniała siedmioklasowa szkoła elementarna z polskim językiem nauczania. W 1937 r. szkoła w Złotnikach Kujawskich stała się szkołą zbiorczą, a kilkunastu uczniów z Nowej Wsi Wielkiej zaczęło uczęszczać do tej szkoły począwszy od klasy czwartej.
W 1946 roku we wsi istniała szkoła powszechna. W 1951 r. uczyło się w niej 222 dzieci, a obsadę zapewniało 6 nauczycieli. W latach 1951–1952 zbudowano nowy budynek szkolny w Nowej Wsi Wielkiej. 28 kwietnia 1955 r. w placówce goszczono przybyłą tu z wizytą młodzież z Koreańskiej Republiki Ludowo-Demokratycznej. W latach 60. szkoła nabrała charakteru zbiorczego, gdyż kierowano do niej dzieci z okolicznych wsi, gdzie likwidowano placówki szkolne. Od 1975 r. w gminie istniały już tylko 2 szkoły podstawowe: w Nowej Wsi Wielkiej i Brzozie. Placówkę rozbudowano o salę gimnastyczną, boiska, bieżnię, „miasteczko komunikacyjne” itp. 25 października 1977 r. szkole nadano imię Marii Konopnickiej, a w latach 1989-1997 placówkę rozbudowano. W 1999 r. utworzono gimnazjum, któremu w 2002 r. nadano za patrona Jana Kochanowskiego. Od 1945 do lat 70. XX w. we wsi istniała również Szkoła Przysposobienia Rolniczego.
W 1958 r. w Nowej Wsi Wielkiej otwarto przedszkole, dla którego w 1990 roku oddano do użytku nową siedzibę.

### Ochrona zdrowia
Początki kształtowania się zorganizowanej opieki zdrowotnej w Nowej Wsi Wielkiej sięgają 1951 roku. W latach 1960–1963 wybudowano z funduszy centralnych nowy ośrodek zdrowia, który służył okolicznym miejscowościom należącym do gromady, a później gminy Nowa Wieś Wielka. Od 1999 r. prowadzi działalność jako Samodzielny Publiczny Zakład Opieki Zdrowotnej (SP ZOZ) pod nadzorem Rady Gminy w Nowej Wsi Wielkiej.

### Kultura
Około 1950 r. we wsi otwarto bibliotekę oraz świetlicę w budynku dawnej szkoły. W latach 1961–1962 oddano do użytku Dom Kultury (obecnie siedziba Urzędu Gminy w Nowej Wsi Wielkiej). Mieściła się w nim biblioteka (od 1973 r. Gminna Biblioteka Publiczna), posterunek MO oraz siedziba Prezydium Gromadzkiej Rady Narodowej. W 1964 r. uruchomiono przy świetlicy Klub Rolnika, a rok później Klubokawiarnię „Biedroneczka”.

### Pomoc społeczna
Gminny Ośrodek Pomocy Społecznej w Nowej Wsi Wielkiej powstał 1 maja 1990 roku. Prowadzi on działalność w budynku dawnego przedszkola, a od 1997 r. działają także Świetlica Środowiskowa oraz Ośrodek Profilaktyki Alkoholowej. W 2001 r. oddano do użytku Środowiskowy Dom Samopomocy, gdzie umieszczono również biura Gminnego Ośrodka Pomocy Społecznej.

### Gospodarka komunalna
Zakład Gospodarki Komunalnej w Nowej Wsi Wielkiej otwarto w 1973 roku. Zajmował się utrzymaniem, eksploatacją i konserwacją m.in. sieci wodociągowej, kanalizacyjnej, obsługą oczyszczalni ścieków, wysypiska śmieci, utrzymaniem zieleni i porządku, a także prowadzeniem targowiska.

### Ochotnicza Straż Pożarna
Początki Ochotniczej Straży Pożarnej w Nowej Wsi Wielkiej sięgają kwietnia 1945 r.
W 1965 r. przystąpiono w czynie społecznym do budowy remizy strażackiej, którą oddano do użytku 1 maja 1966 r. W 1981 r. oddano do użytku nową strażnicę OSP.

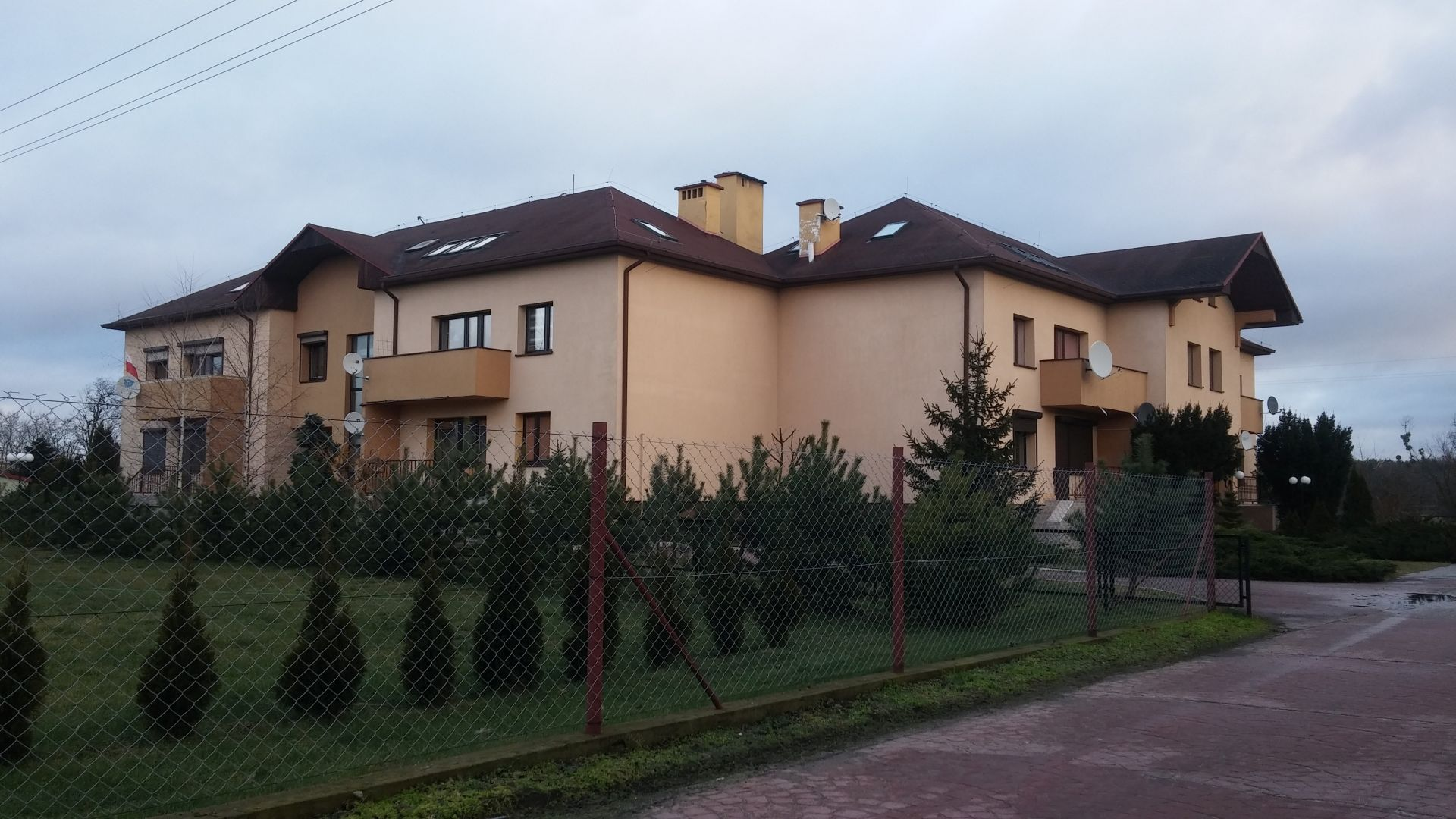
Nowa Wieś Wielka k. Bydgoszczy

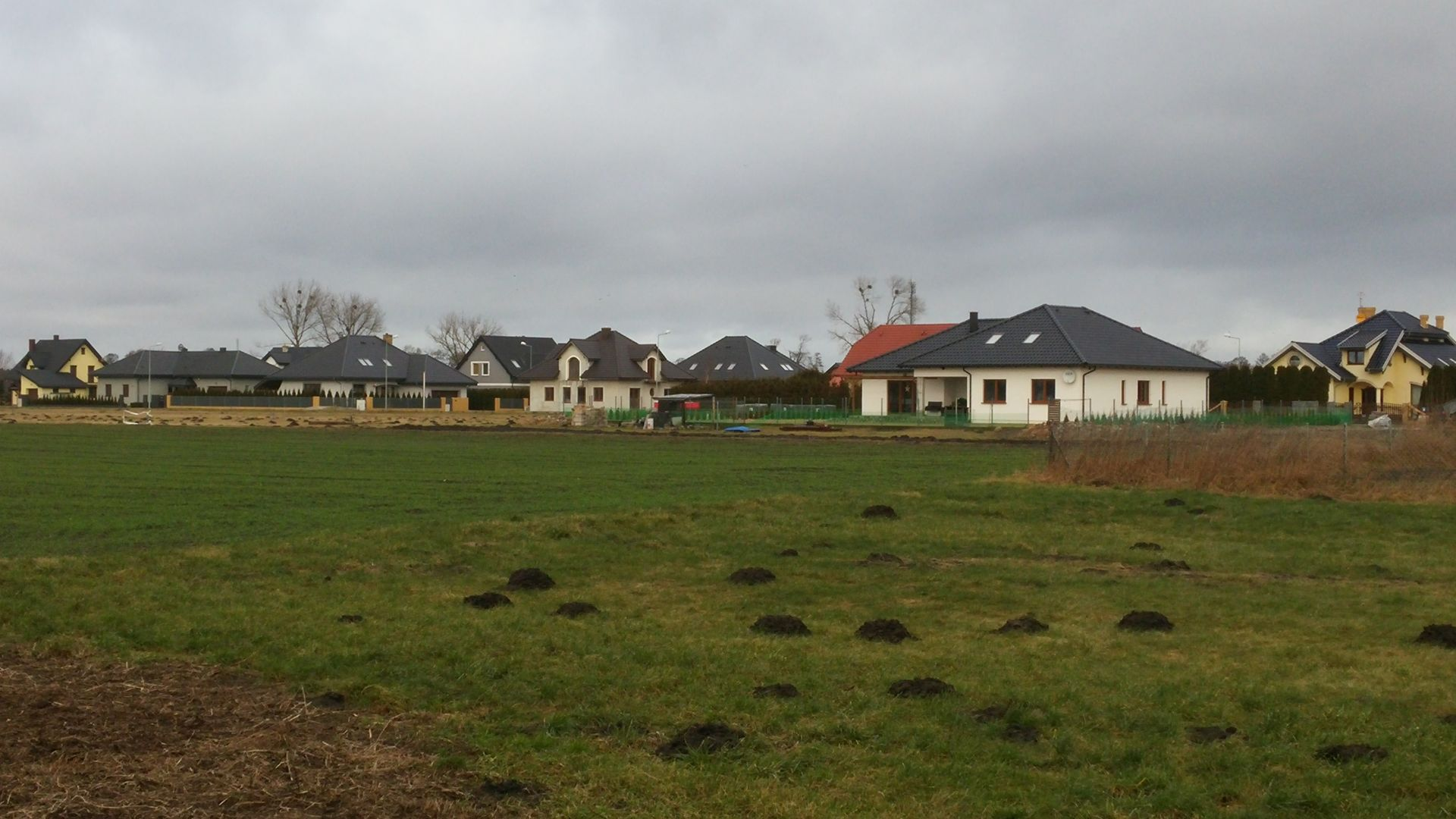
Osiedle mieszkaniowe w Nowej Wsi Wielkiej - Dziemionnie

### Posterunek Policji
Posterunek Milicji Obywatelskiej we wsi otwarto w 1945 r., zaraz po wyzwoleniu spod okupacji hitlerowskiej. W 1954 r. teren działalności objął gromadę, a od 1973 r. gminę Nowa Wieś Wielka. Przed wybudowaniem osobnego budynku posterunek MO mieścił się w budynku administracyjnym Prezydium Gromadzkiej Rady Narodowej.

### Poczta
Placówkę pocztową w Nowej Wsi Wielkiej założono jeszcze w XIX wieku, wzmianki o jej obecności pochodzą z 1883 roku. W 1966 r. poczta w Nowej Wsi Wielkiej obsługiwała 16 miejscowości na pograniczu trzech powiatów: (bydgoski, inowrocławski, szubiński). W 1994 r. oddano do użytku nowy budynek poczty w Nowej Wsi Wielkiej, wybudowany od podstaw na fundamentach starego obiektu.

## Wspólnoty wyznaniowe
Parafia rzymskokatolicka w Nowej Wsi Wielkiej została powołana 1925. Należy ona do dekanatu złotnickiego archidiecezji gnieźnieńskiej. Od marca 1945 użytkuje kościół parafialny Niepokalanego Poczęcia NMP, wybudowany jako ewangelicki w latach 1867–1868.
Działalność prowadzi tu ponadto placówka misyjna Chrześcijańskiej Wspólnoty Ewangelicznej.

## Statystyka
Poniżej podano wybrane informacje statystyczne dotyczące wsi Nowa Wieś Wielka na podstawie Banku Danych Lokalnych GUS.
W 1998 r. we wsi Nowa Wieś Wielka mieszkało 1651 osób w 505 gospodarstwach domowych. Narodowy Spis Powszechny 2002 wykazał, że we wsi mieszkało 2141 osób. 6% populacji posiadało wykształcenie wyższe, a 26% – średnie. We wsi znajdowało się 509 budynków ze 657 mieszkaniami, z których co trzecie posiadało 5 izb lub więcej. Tylko 12% mieszkań pochodziło sprzed 1945 roku, zaś 30% wzniesiono w latach 1989-2002.
Narodowy Spis Powszechny 2011 odnotował 2439 mieszkańców Nowe Wsi Wielkiej. W 2013 r. działalność gospodarczą prowadziło 239 podmiotów, w tym 193 osób fizycznych, 46 osób prawnych, 13 spółek handlowych (w tym 1 z udziałem kapitału zagranicznego). Dominowały firmy niewielkie. Tylko 1 przedsiębiorstwo zatrudniało powyżej 50 osób, a 13 – w granicach 10-49 osób.
W latach 2008–2013 oddano do użytku 66 mieszkań – wszystkie w budownictwie indywidualnym. Stanowiło to 17% nowych mieszkań wzniesionych w tym czasie w całej gminie. We wsi znajdowały się: przedszkole gminne (169 dzieci), szkoła podstawowa (314 uczniów) i gimnazjum (161 uczniów). W miejscowości działały również trzy zespoły artystyczne.